# Aisha
‘Ā’ishah bint Abī Bakr (613/614 – 678 CE; tiếng Ả Rập: عائشة بنت أبي بكر hay عائشة, chuyển tự: ‘Ā’ishah [ʕaːʔɪʃa] hoặc A'ishah, Aisyah, Ayesha, A'isha, Aishat, Aishah, Aisha /ˈɑːiːʃɑː/) là một trong những người vợ của sứ giả Muhammad. Bà được biết đến là người vợ trẻ nhất của Muhammad khi ông bắt về làm vợ từ năm bà 6 tuổi và bắt đầu quan hệ tình dục với bà từ năm 9 tuổi. Trong văn viết đạo Hồi, tên của bà thường đi kèm tước vị "Mother of the Believers" (dịch: Người mẹ của lòng tin, tiếng Ả Rập: أمّ المؤمنين umm al-mu'minīn).

## Thời thơ ấu
Bà được Muhammad bắt về làm vợ từ năm 6 tuổi khi ông ấy 52 tuổi.